# 煤炭运行村 (肯塔基州)
煤炭运行村（英語：Coal Run Village），是美国肯塔基州的一座城市。面积约为22.3平方公里（8.6平方英里）。根据2010年美国人口普查，该市的人口为1,706人。